# Ardisia glauciflora
Ardisia glauciflora är en viveväxtart som beskrevs av Urban. Ardisia glauciflora ingår i släktet Ardisia och familjen viveväxter. Inga underarter finns listade i Catalogue of Life.